# Медаль Первістків Війська
Меда́ль Пе́рвістків Ві́йська (лит. Kariuomenės pirmūnų medalis) — державна нагорода Литовської Республіки.

## Історія
У 1940 році, з початком першої окупації Литви радянськими військами та приєднання її до СРСР, нагороду було скасовано.
Верховна Рада Литовської Республіки 12 вересня 1991 законом «Про ордени, медалі та інші відзнаки» Nr.I-1799 відродила всі державні нагороди, що існували в Литві з 1 вересня 1930 року, крім медалі Первістків Війська.

## Положення про нагороду
|  | 2781 Для спомину національного руху литовських військових на чужіні, що відбувався в 1917–1919 роках і мав на меті відновлення Литовської держави і створення її збройних сил засновується медаль Первістків Війська. Порядок старшинства медалі Первістків Війська — після медалі Добровольців-засновників Війська Литовського. 2782 Медаль — срібна, кругла. На лицьовій стороні медалі зображена литовочка, що тримає в правій руці меч. У верхній частині кола медалі є рельєфний напис «За свободу Литви» (лит. Už Lietuvos laisvę), а в нижній частині — «Первістки Війська» (лит. Kariuomenės pirmūnai). На площині медалі, у вигляді хреста, зображені первістки Війська Литовського в поході, з прапором, на якому видно погоню. У кутах хреста видно символічні зображення чотирьох найважливіших міст Литви. На зворотному боці медалі напис «1917-1919». У плані композиції зображені гвинтівка і шабля, обрамлені дубовою і лаврової гілочками. Стрічка має три поздовжні смуги: зелену, білу, червону. Поперек стрічки пристібається металева емальована пластинка 5 мм завширшки, на якій позначені 1917–1919 р. і, в середині кола, буква П (лит. P). 2783 Медаллю Первістків Війська нагороджуються первістки війська. 2784 Первістками війська можуть бути: I. Литовці, які в 1917–1919 роках, під час світової війни, будучи військовослужбовцями або військовими священиками були — 1) у Вітебськом литовському батальйоні, 2) в Смоленськом литовському батальйоні, 3) у Рівненському литовському батальйоні, 4) в Сибірському литовському батальйоні, 5) у Литовському кінному дивізіоні, 6) в 226 литовському польовому госпіталі, в Унгенах, 7) у Союзах литовських військових: a) у Центральному комітеті, в Петрограді, b) в Комітетах Західного, Південно-Західного і Румунського фронтів, c) в Комітетах армій, підрозділів та команд різних з'єднань і підтримували ідею незалежності Литви. II. Інші особи, які до 16 лютого 1918 року активно підтримували роботу з організації національного війська і реально сприяли відновленню незалежності Литви. Хто є первісток війська вирішує комісія з п'яти осіб, що призначається Міністром охорони краю. Негативні рішення комісії можуть бути оскаржені. Оскарження подаються і вирішуються в порядку 240 статті. 2785 Медаллю, від імені Президента Республіки, нагороджує Міністр охорони краю. Він видає і нагородні посвідчення. 2786 Міністерство охорони краю піклується про медалі Первенцев Війська, веде справи і списки нагороджених і представляє їх Орденському Канцлеру. 2787 Медаль не можуть отримати особи, які позбавлені прав, зазначених у статті 28 кримінального кодексу, або які злочинно втекли з Війська Литовського, а також ті особи, які, хоча і були в зазначених у статті 2784 організаціях, згаданим організаціям шкодили. 2788 Медаль Первістків Війська може бути відібрана лише рішенням суду. 2789 Якщо, після нагородження медаллю, з'ясується, що нагородження відбулося минаючи положення цього закону, або на підставі невірних даних, то, рішенням Міністра охорони краю, нагородження відміняється. 27810 Нагородженим медаллю Первістків Війська неспроможним первістки, не молодше 60 років, може бути призначено до 50 річних пенсій по 100 літів кожна. Пенсії призначаються в порядку 62-72 статей. 27811 Нагородженим медаллю Первістків Війська особам надаються, передбачені статтями 58, 59, 75 і 181 права і привілеї. |